# Cephalotaceae
Famille
Classification APG III (2009)
La famille des Cephalotacées est constituée de plantes dicotylédones ; elle ne comprend qu'un seul genre (Cephalotus) qui ne contient qu'une seule espèce : Cephalotus follicularis.
C’est une plante carnivore passive du sud-ouest de l'Australie qui utilise un système d'urnes semblable aux urnes des Nepenthaceae mais contrairement à celles-ci, elle produit également des feuilles ordinaires à seul but photosynthétique.

## Étymologie
Le nom vient du genre type Cephalotus dérivé du grec κεφαλωτός / kefalôtos, « qui a une tête », dérivé de κεφαλή / kefalê, « tête », en référence au disque floral ressemblant à une tête et confondu avec les filets des étamines par l'auteur.

## Liste des genres et espèces
Selon World Checklist of Selected Plant Families (WCSP) (13 mai 2010), NCBI (13 mai 2010) et DELTA Angio (13 mai 2010) :
- genre Cephalotus  Labill. (1806)
  - Cephalotus follicularis  Labill. (1806)